# Роуздејл (Мисисипи)
Роуздејл (енгл. Rosedale) град је у америчкој савезној држави Мисисипи.

## Демографија
По попису из 2010. године број становника је 1.873, што је 541 (-22,4%) становника мање него 2000. године.
| Група             | 2000.         | 2010.         |
| Белци             | 406 (16,8%)   | 238 (12,7%)   |
| Афроамериканци    | 1.980 (82,0%) | 1.621 (86,5%) |
| Азијати           | 9 (0,4%)      | 1 (0,1%)      |
| Хиспаноамериканци | 18 (0,7%)     | 3 (0,2%)      |
| Укупно            | 2.414         | 1.873         |